# Palmarès dell'Hockey Club Forte dei Marmi
L'Hockey Club Forte dei Marmi nella sua storia si è aggiudicato cinque scudetti, di cui tre consecutivi (2013-2014, 2014-2015, 2015-2016) e  disputando ben 6 finali consecutive. Vanta inoltre due Coppe Italia e quattro Supercoppe.

## Competizioni ufficiali
13 trofei

### Competizioni nazionali
11 trofei
- Campionato italiano: 5

2013-2014, 2014-2015, 2015-2016, 2018-2019, 2023-2024
- Coppa Italia: 2

2016-2017, 2023-2024
- Supercoppa italiana: 4 (record condiviso con il Follonica)

2014, 2017, 2019, 2021

### Altre competizioni
2 trofei
- Campionato italiano di serie B/A2: 2

1988-1989, 1999-2000

## Altri piazzamenti

### Competizioni nazionali
- Campionato italiano:

2º posto/finale play-off scudetto: 2016-2017, 2017-2018, 2020-2021
3º posto/semifinale play-off scudetto: 1979-1980, 1984-1985, 2001-2002, 2011-2012, 2012-2013, 2021-2022
- Coppa Italia

Finale: 2017-2018, 2020-2021, 2021-2022
Semifinale: 2024-2025
- Supercoppa italiana:

Finale: 2015, 2016, 2024

### Competizioni internazionali
- Coppa dei Campioni/Champions League/Eurolega

Semifinale: 2015-2016
- Coppa CERS/WSE

Semifinale: 1985-1986, 2013-2014